# 茲加爾 (傑拉日尼亞區)
49°12′25″N 27°44′31″E / 49.20694°N 27.74194°E
茲哈爾（烏克蘭語：Згар）是位於烏克蘭西部的村莊，由赫梅利尼茨基州裡赫梅利尼茨基區的沃夫科溫齊市鎮負責管轄。該村始建於1583年，面積0.94平方公里，海拔高度347米，2018年人口20，人口密度每平方公里66.2人。